# Roniel Campos
Roniel Campos Lucena (27 juli 1993) is een Venezolaans wielrenner.

## Carrière
In 2011 werd Campos als junior nationaal kampioen tijdrijden door het 22,4 kilometer lange parcours in en rond Valera dertien seconden sneller af te leggen dan Willian Herrera. Twee jaar later werd hij onder meer dertiende in de Ronde van Paraná, waarmee hij bovenaan het jongerenklassement eindigde.
In 2017 behaalde Campos zijn eerste UCI-overwinning bij de eliterenners door de zevende etappe van de Ronde van Táchira op zijn naam te schrijven. In 2019 won hij het bergklassement en in 2020 het eindklassement in deze ronde. In 2021 en 2022 won hij eveneens etappes en de eindklassementen van dezelfde wedstrijd. Vanaf eind april 2023 tot en met juli 2024 reed hij bij het Chinese Li Ning Star. In 2025 nam hij eveneens deel aan zijn favoriete wielerwedstrijd maar wist geen etappes te winnen. Wel eindigde hij zeven van de acht etappes in de top tien en werd vierde in het eindklassement. Hij nam deel namens amateurploeg Team Trululu.

## Overwinningen
2011
 Venezolaans kampioen tijdrijden, Junioren
2014
Jongerenklassement Ronde van Paraná
2017
7e etappe Ronde van Táchira
2019
Bergklassement Ronde van Táchira
2020
Eindklassement Ronde van Táchira
2021
2e, 3e en 5e etappe Ronde van Táchira
Eindklassement Ronde van Táchira
2022
6e etappe Ronde van Táchira
Eind- en bergklassement Ronde van Táchira

## Ploegen
- 2017 –  China Continental Team of Gansu Bank
- 2021 –  Louletano-Loulé Concelho
- 2023 –  Li Ning Star (v.a. 20 april)
- 2024 –  Li Ning Star (t.m. 5 augustus)
- 2025 –  Chengdu DYC Cycling Team (v.a. 23 april)